# باتريك كينيدي (ممثل)
باتريك كينيدي (بالإنجليزية: Patrick Kennedy)‏ هو ممثل بريطاني، ولد في 26 أغسطس 1977 بلندن في المملكة المتحدة.

## أعمال

### أفلام
- (2005) ميونخ[1]
- (2006) سنة جيدة[2]
- (2007) تكفير[3]
- (2011) حصان حرب[4]
- (2015) مستر هولمز[5][6]

### مسلسلات
- بيرسون أوف إنترست
- منزل كئيب

## وصلات خارجية
- باتريك كينيدي على موقع IMDb (الإنجليزية)
- باتريك كينيدي على موقع ألو سيني (الفرنسية)
- باتريك كينيدي على موقع ميوزك برينز (الإنجليزية)
- باتريك كينيدي على موقع أول موفي (الإنجليزية)
- باتريك كينيدي على موقع قاعدة بيانات الأفلام السويدية (السويدية)
- باتريك كينيدي على موقع قاعدة بيانات الفيلم (الإنجليزية)
- باتريك كينيدي على موقع كينوبويسك (الروسية)
- باتريك كينيدي على موقع كينوبويسك (الروسية)